# Heinkel HD 43
Heinkel Doppeldecker 43 là một mẫu thử máy bay tiêm kích hai tầng cánh của Đức trong thập niên 1930.

## Tính năng kỹ chiến thuật
Dữ liệu lấy từ The Complete Book of Fighters
Đặc điểm tổng quát
- Kíp lái: 1
- Chiều dài: 7,10 m (23 ft 3⅓ in)
- Sải cánh: 10 m (32 ft 9⅔ in)
- Chiều cao: 3,30 m (10 ft 9⅞ in)
- Diện tích cánh: 26,56 m² (285,9 ft²)
- Trọng lượng rỗng: 1.280 kg (2.822 lb)
- Trọng lượng có tải: 1.700 kg (3.748 lb)
- Động cơ: 1 × BMW VI 7,3Z, 559 kW (750 hp)

 Hiệu suất bay 
- Vận tốc cực đại: 322 km/h (174 knot, 200 mph)
- Lên độ cao 3.000 m (9.800 ft): 4,9 phút